# Benjamin Maerz
Benjamin Maerz (* 3. April 1988 in Ludwigsburg) ist ein deutscher Koch.

## Leben
Benjamin Maerz wuchs in Bietigheim-Bissingen auf, wo seine Eltern seit 1989 das Hotel und Restaurant Rose in der Innenstadt betrieben. Nach seinem Wirtschaftsabitur 2007 leistete er seinen Zivildienst in der Gemeinde Nordheim im Umwelt- und Naturschutz ab.
2008 begann er dann bis Januar 2010 eine Ausbildung zum Koch im elterlichen Betrieb, welche er mit Auszeichnung abschloss. Nach dem plötzlichen Tod des Vaters 2010 übernahm Benjamin Maerz zuerst die Küchenleitung, Anfang 2011 dann auch die Geschäftsführung des Unternehmens zusammen mit seiner Mutter. Noch während dieser Tätigkeit entschloss er sich zusätzlich zu einem dualen Studium an der Dualen Hochschule Baden-Württemberg Mosbach, Campus Bad Mergentheim im Bereich Food Management, welches er im September 2013 mit einem Bachelor-Abschluss beendete.
Im August 2013 übernahm Benjamin Maerz zusammen mit seinem Bruder Christian den elterlichen Betrieb komplett, wobei sein Bruder für den Weinkeller und die Restaurantleitung verantwortlich ist. Er wurde im Mai 2013 zu einem der zwölf größten Nachwuchstalente im deutschsprachigen Raum gewählt und nahm daher im September 2013 an der Chefs Next Generation in Köln teil.
Im November 2013 erhielt das Restaurant Rose seinen ersten Stern im Guide Michelin. Damit gilt Maerz als Deutschlands jüngster Küchenchef eines Sternerestaurants.
Das Restaurant wurde inzwischen in Maerz umbenannt.

## Auszeichnungen
- 2013: Ein Stern im Guide Michelin 2014[2]